# Pseudocollinella hirsutipellucida
Pseudocollinella hirsutipellucida är en tvåvingeart som beskrevs av Marshall 1993. Pseudocollinella hirsutipellucida ingår i släktet Pseudocollinella och familjen hoppflugor.
Artens utbredningsområde är New Mexico. Inga underarter finns listade i Catalogue of Life.